# Pontinus vaughani
Pontinus vaughani is een  straalvinnige vissensoort uit de familie van schorpioenvissen (Scorpaenidae). De wetenschappelijke naam van de soort is voor het eerst geldig gepubliceerd in 1946 door Barnhart & Hubbs.
De soort staat op de Rode Lijst van de IUCN als niet bedreigd, beoordelingsjaar 2008.